# Sārī Mīrī
Sārī Mīrī (persiska: ميران, ساری میزان, Mīrān, Sārī Mīzān, ساری میری) är en ort i Iran.   Den ligger i provinsen Lorestan, i den västra delen av landet, 400 km sydväst om huvudstaden Teheran. Sārī Mīrī ligger 1 163 meter över havet och antalet invånare är 418.
Terrängen runt Sārī Mīrī är platt norrut, men söderut är den kuperad.Runt Sārī Mīrī är det ganska tätbefolkat, med 52 invånare per kvadratkilometer. Närmaste större samhälle är Kūhdasht, 8,3 km norr om Sārī Mīrī. Omgivningarna runt Sārī Mīrī är i huvudsak ett öppet busklandskap.